# Johannes Diermissen
Johannes Joachim August Friedrich Diermissen (3 de agosto de 1823 en Lauenburg, Alemania; 1893 en Uetersen, Alemania) fue un autor, escritor y folklorista alemán, de Bajo alemán (niederdeutsch).

## Vida

### Orígenes e inicio
Él nació en la ciudad de Lauenburg (Schleswig Holstein), hijo del administrador aduanero del río Elba Christian Bernhard Diermissen y Charlotte Louise Hornbostel. Realizó su escuela primaria en Lauenburg y luego concluyó sus estudios secundarios en Lüneburg de donde era originario su padre.  Estudió Jurisprudencia en Kiel y Berlín. En 1848 al iniciar la sublevación contra Dinamarca, se enlista en el Batallón de Infantería de Cazadores en la ciudad de Ratzeburg, donde es ascendido de Suboficial a Teniente. En 1852 entra en el servicio aduanero y es trasladado a Dwerkaten como asistente aduanero. En este lugar se cruzaban por aquellos años dos importantes calles comerciales, mucha gente de paso, comerciantes y transportistas pernoctaban en las posadas y pensiones del lugar. De este modo en estos establecimientos escuchaba Diermissen las historias y relatos de los huéspedes, con lo que con los años fue él recolectando gran cantidad de cuentos e historietas en bajo alemán que luego él transcribiría en numerosos libros y artículos que conservarían el folklore y tradiciones de esta parte del norte de Alemania.
Sus libros más conocidos Ut de Muskist y De lüttje Strohoot fueron publicados en doble edición en aquella época. Además de esto escribió cientos de historias, versos y rimas que aparecían publicados en los periódicos Itzehoer Nachrichten y Hamburgischen Correspondenten. También escribió historias acerca de la Isla de Java, curiosamente su relación con Java es hasta ahora desconocida.
En 1857 es trasladado como cobrador y administrador aduanero a Uetersen. Donde se originan la mayor parte de sus historias populares.
Luego de que el régimen danés derogase la antigua libertad aduanera de Uetersen, que por ese tiempo había caído bajo poder de Dinamarca, tuvo Johannes Diermissen una época bastante ocupada pues debía él  cobrar los impuestos aduanales a todas las importaciones y exportaciones que pasaban por el río Pinnau que funcionaba como frontera. La consecuencia de esta medida fue que una parte de las mercancías importadas eran contrabandeadas. Entre estas estaban: pimienta, café, vino y azúcar. Pero principalmente tenía que lidiar con el contrabando de telas y ropa inglesas. La mitad de la población de Uetersen usaba pantalones de Mánchester y en cada casa había un tostador de café, con el que se podían tostar los granos verdes de café. Los contrabadistas se habían ideado un método muy simple para poder desviar algo de la carga de mercadería del barco. Un poco antes de alcanzar el puerto en Uetersen, en lugares secretos en la desembocadura del Pinnau en el Elba, se escondía la mercadería y algunos intermediarios contratados por ellos la recogían e introducían en Uetersen. Cuando Diermissen se entera de esto empieza una verdadera cacería de gato y ratón. Los contrabandistas muchas veces debían esperar por horas llenos hasta la cintura del cieno del río hasta que el inspector aduanero se retirase.
Al final se logra imponer y el contrabando es controlado.

## Vida privada
Sin duda alguna sus años de soltería fueron su mejor época como autor y relator de cuentos populares. Durante este tiempo surgió su saga "De veermal dode Paap vun Lüttensee", la cual aun décadas después de su muerte se seguía contando en toda Alemania y más tarde fue musicalizada. También en esta época de su vida creó otros relatos populares como: "Die Raubritter von Lüttjensee" y "Der Wilde Jäger im Grönwald". Estas piezas literarias también se pusieron en escena teatral en pequeños pueblos por muchos años.
El 31 de mayo de 1864 se casa a la edad de 41 años con Lucia Lienau de 40 años, hermana del Señor del castillo de Moorrege, Michel Lienau.
Su esposa muere 11 años después sin haber tenido descendencia. Dos años después se vuelve a casar con la condesa Charlotte von Rantzau, hija del noble Conde Johann Friedrich Hannibal von Rantzau.

### Muerte solitaria

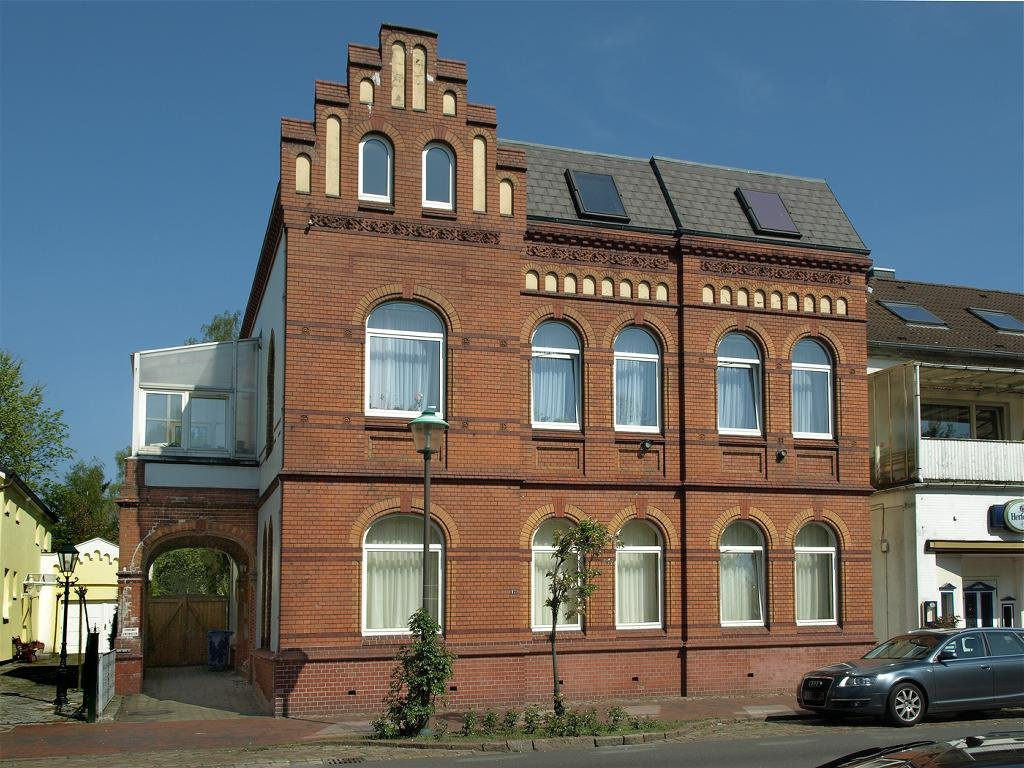
Das Diermissen-Haus en Uetersen

A la edad de 70 años muere Johannes Diermissen en Uetersen en el año de 1893. Muy pocos lo acompañaron en su último viaje hacia la tumba. Sus viejos amigos, con quienes él solía pasear por el Castillo Düneck, como el señor de dicho castillo Michael Lienau, el alcalde de Uetersen Heinrich Meßtorff y el geólogo Ludwig Meyn a quien él llamaba Dr. Sapiencia, habían ya casi todos fallecido.
La ciudad de Uetersen, en la cual él había vivido por 36 años, no se interesó por el gran trabajo comunitario y patrimonial que el Sr. Diermissen había realizado, sólo su ciudad natal Lauenburg lo recordó y conmemoró recolectando sus libros, cuentos, relatos y artículos literarios.
En el museo patrimonial de la ciudad de Lauenburg se ha conservado mucho de esto como recordatorio de su trabajo.
El museo patrimonial e histórico de Uetersen años después de su muerte le dedicó una placa conmemorativa ubicada en la que fue su casa de habitación, la cual fue nombrada Diermissen-Haus para ser recordada y como patrimonio de la ciudad.

## Obras literarias

### Libros
- De lüttje Strohoot (1847) Kiel, Chr. Bünsow, 148 S. poemas, parte alemán, parte bajo alemán.
- Ut de Mußkist (1862) Kiel : Homann, 80 S. Rimas, dichos e historias en bajo alemán de Nordalbingia. Recolectados de la tradición oral.
- Papageienschießen zu Pfingsten (1884), 110 S. Hamburg

### Relatos y cuentos
- De veermal dode Paap vun Lüttensee
- die Raubritter von Lütjensee
- Der Wilde Jäger im Grönwald